# Terminalia erici-rosenii
Terminalia erici-rosenii là một loài thực vật có hoa trong họ Trâm bầu. Loài này được R.E.Fr. miêu tả khoa học đầu tiên năm 1914.